# Irenidae
Los irénidos (Irenidae) son una familia de aves paseriformes que incluye un único género, Irena, con dos especies de la región indomalaya.

## Especies
- Irena puella - irena dorsiazul;
- Irena cyanogastra - irena dorsinegra.